# Scheuerberg

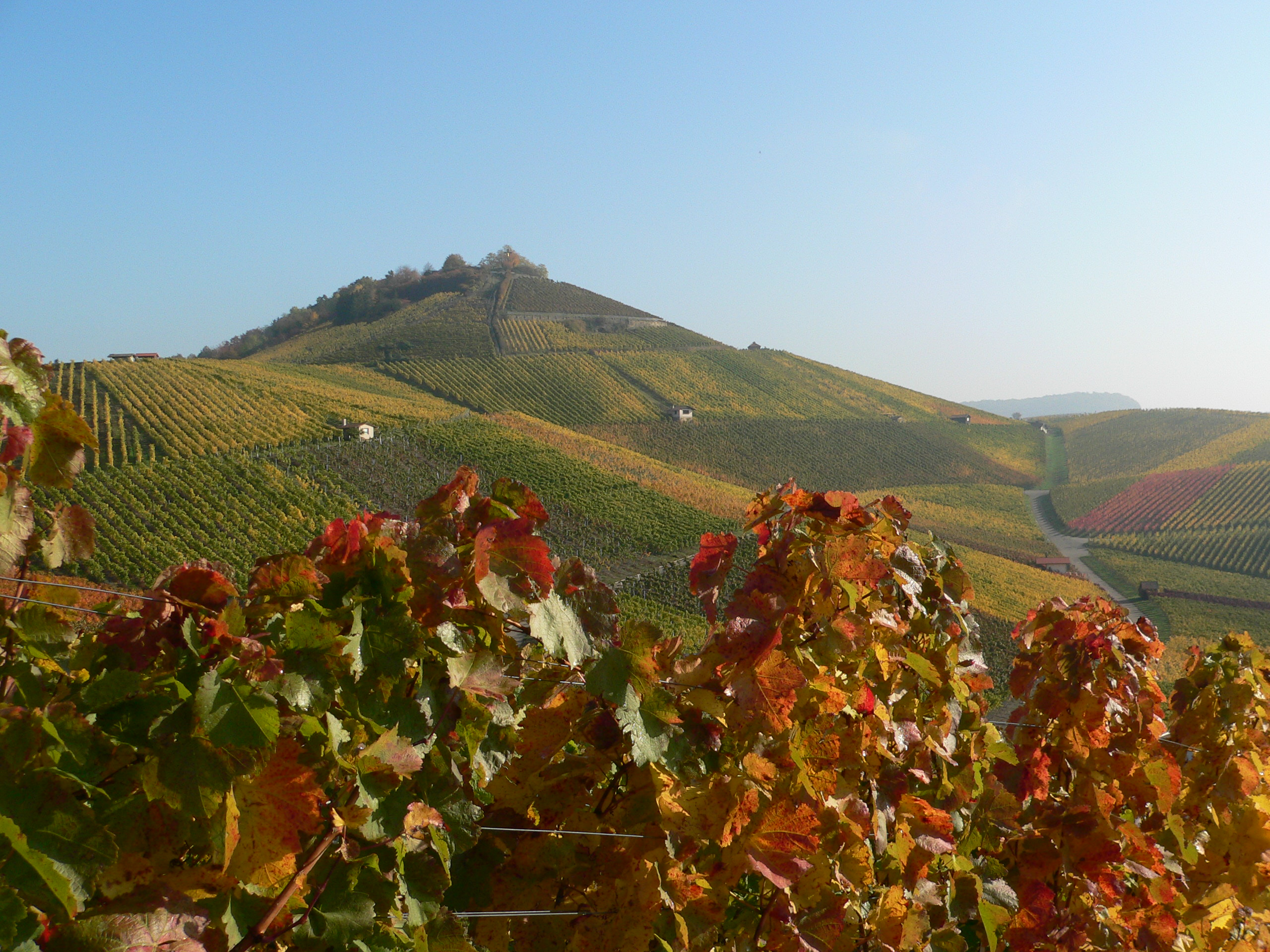
Der Scheuerberg von Neckarsulm im Westen gesehen

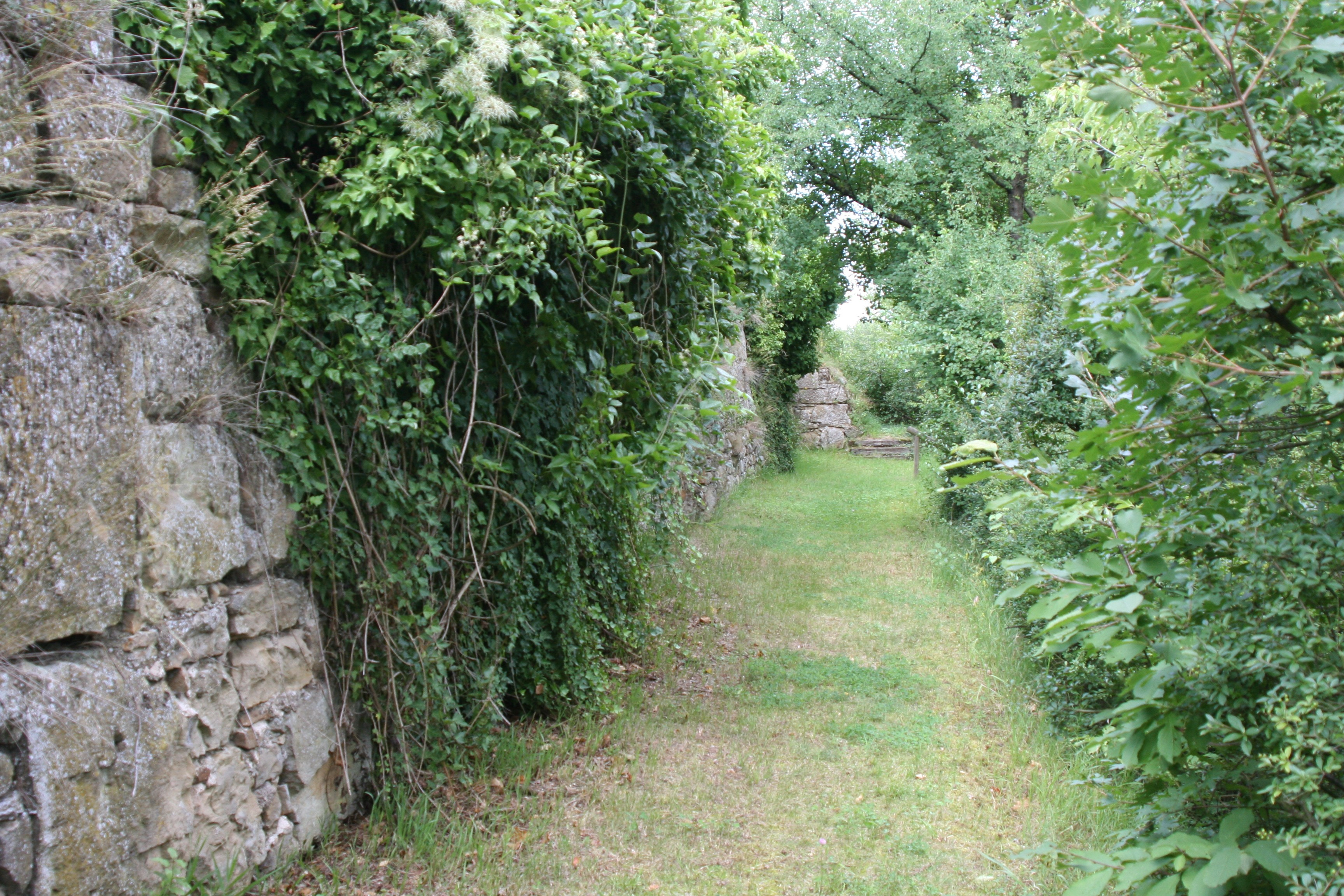
Mauerreste der Burg

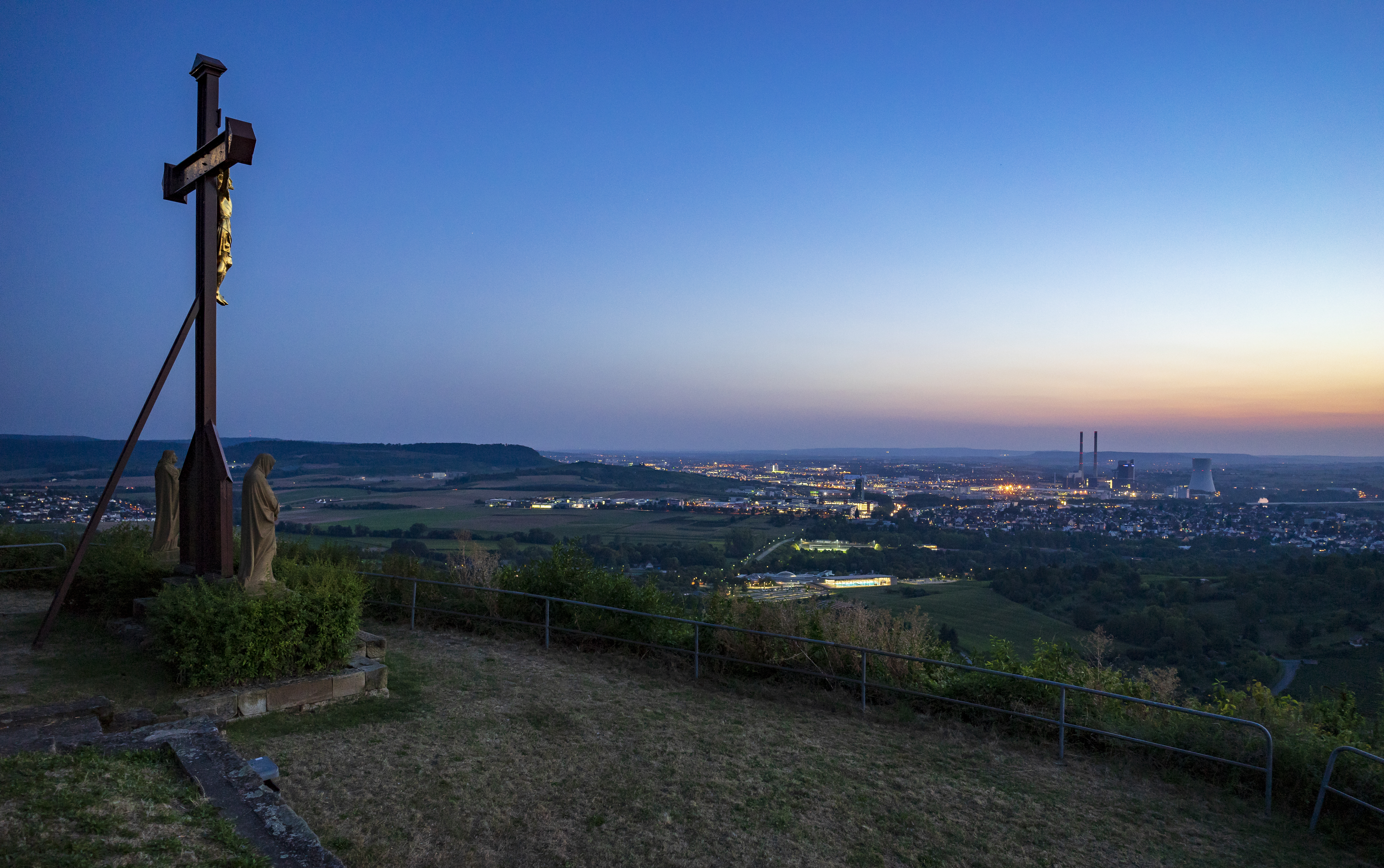
Blick in der blauen Stunde vom Scheuerberg auf Teile von Neckarsulm und Heilbronn

Der Scheuerberg bei Neckarsulm im baden-württembergischen Landkreis Heilbronn ist eine 310,2 m ü. NHN hohe Erhebung der Sulmer Bergebene, auf dem sich einst die Burg Scheuerberg befand und der als Hausberg der Stadt gilt.

## Geographie

### Lage
Der Scheuerberg liegt im Westen der Sulmer Bergebene, direkt östlich von Neckarsulm, etwas südlich von dessen Stadtteil Amorbach und etwas nördlich von Erlenbach. Nach Westen fällt seine Landschaft in das Neckarbecken mit dem Neckar ab, vorbei fließt dessen Zufluss Sulm im Südwesten und deren Kleinzufluss Hängelbach im Norden mit dem jenseits davon befindlichen Sulm-Zufluss Attichsbach. Während die Hochlagen und die Nordflanke des Bergs bewaldet sind, wird auf seinem Südhang Weinbau betrieben.

### Naturräumliche Zuordnung
Der Scheuerberg liegt auf der Grenze des Naturraums Weinsberger Tal (Nr. 108.12) im Süden, der in der Haupteinheitengruppe Schwäbisches Keuper-Lias-Land (10) und in der Haupteinheit Schwäbisch-Fränkische Waldberge (108) zur Untereinheit Löwensteiner Berge (108.1) gehört, und der Untereinheit Kocherplatten und Krumme Ebene (127.1) im Norden, die in der Haupteinheitengruppe Neckar- und Tauber-Gäuplatten (12) zur Haupteinheit Hohenloher und Haller Ebene (127) zählt. Nach Osten leitet die Landschaft in den Naturraum Sulmer Bergebene (108.11) über.

## Burg Scheuerberg
Auf dem Berg wurde im 13. Jahrhundert die Burg Scheuerberg errichtet. Die Burg war ein bedeutender Verwaltungssitz der Herren von Weinsberg, des Bistums Mainz und des Deutschen Ordens. Sie wurde im Bauernkrieg 1525 zerstört. Ihre Ruine blieb zunächst stehen, wurde aber ab den 1660er Jahren für Bauprojekte des Deutschen Ordens abgetragen. Der Orden verkaufte die Ruinenfläche schließlich im 18. Jahrhundert an die Stadt Neckarsulm, die dort weiterhin Steine brechen ließ. Das Mauerwerk der Burg wurde außerdem zur Anlage der Weinbergmauern auf dem Scheuerberg verwendet. 1806 verkaufte die Stadt die Burgfläche an Privatleute, die dort Weingärten anlegten und die Einebnung der Fundamentreste weiter vorantrieben. Die zahlreichen romanischen Fragmente, die sich in den Weinbergmauern des Scheuerbergs erhalten hatten, verschwanden um 1970 mit der Rebflurbereinigung. Heute sind nur noch wenige Fundamentreste auf dem zum Aussichtspunkt umgestalteten Gipfelplateau des Scheuerbergs zu erkennen.

## Verkehrsanbindung
Westlich am Scheuerberg vorbei führt die Bundesstraße 27 (Bad Friedrichshall–Neckarsulm–Heilbronn); sie hat Anschluss an die etwas südwestlich verlaufende Bundesautobahn 6. Von der B 27 zweigt die den Berg nördlich passierende Landesstraße 1095 (Neckarsulm–Amorbach-Dahenfeld) ab. Auf den und am Berg selbst verlaufen zahlreiche Fahrwege der Weinlagen.